# Lohr (Fluss)
Die Lohr ([loːɐ̯] ) ist ein rechter Nebenfluss des Mains im Spessart in Hessen und in Bayern. Sie entsteht im Main-Kinzig-Kreis südlich von Lohrhaupten durch den Zusammenfluss von Lohrbach und Flörsbach und mündet in Lohr am Main im Landkreis Main-Spessart in den Main.

## Name
1057 wurde der Ort Larahobedun, in loco qui vocatur, erwähnt; nicht der spätere Fluss Lohr, sondern der spätere Ort Lohrhaupten. Bei den ersten urkundlichen Erwähnungen der Orte Lohr und Hafenlohr wurde Lohr Lare genannt, und Hafenlohr Nieder Lare. Bei Lara wurde schon des Längeren ein festlandkeltischer Gewässername *Lār vermutet, der namengebend für die Stadt Lohr am Main und für Hafenlohr war. Dieser Ansatz hat sich als richtig erwiesen. Während man aber bisher *Lār als festlandkeltisches Äquivalent zum Adjektiv lār in Altirisch mit der Bedeutung ‚breit, flach, eben‘ vermutet hat, geht man jetzt von einem gleichlautenden, aber gewässerspezifischeren Adjektiv *lāro- in Urkeltisch mit der Bedeutung „fließend“, sinngemäß „der, die Fließende“ aus. Der Vorschlag von Albrecht Greule von 2014, den Flussnamen aus dem indogermanischen Verbstamm *leh(2) -,tönen‘, sinngemäß ‚der, die Tönende‘ oder ‚Plätschernde‘ herzuleiten, hat das Manko, dass sich aus diesem Vorschlag weder über die urgermanische Sprache noch über Urkeltisch, die sich beide aus der gemeinsamen Muttersprache Urindogermanisch entwickelt haben, das ersturkundliche Lara herleiten lässt. Gegen die lange vorherrschende Ansicht von Joseph Schnetz, dass der Fluss keinen eigenen Namen gehabt habe, sondern über das germanische Wort -aha für 'Fluss, Bach' nur dem Ortsnamen Lohr/Lar(-aha) angehängt worden und dieses -aha dann im Laufe der Zeit weggefallen sei, spricht allein schon der Ortsname Lohrhaupten im Sinne von Lohrquelle. Dessen Grundwort ‚Haupt` im Sinne von ‚Quelle` bezieht sich eindeutig auf einen Flussnamen, hier die Lohr, die in Lohrhaupten entspringt und an deren Mündung in den Main die Stadt Lohr liegt.

## Geographie

### Quellbäche

#### Lohrbach
Der Lohrbach entspringt in Lohrhaupten aus der Lohrquelle. Er verlässt diesen Ort in südlicher Richtung. Mit etwa 4,5 km Länge ist er der kürzere, aber wasserreichere Quellbach. Er wird auch als Oberlauf der Lohr angesehen.

#### Flörsbach
Der etwa 6 km lange Flörsbach entspringt im gleichnamigen Ort Flörsbach neben einem kleinen See aus mehreren Quellen. Hinter dem Flörsbachtaler Ortsteil Kempfenbrunn fließt der Flörsbach von rechts mit dem von Norden kommenden Lohrbach zusammen und bildet die Lohr.

### Verlauf
Kurz nach ihrer Entstehung überquert die Lohr, begleitet von der Bundesstraße 276, die Landesgrenze von Hessen nach Bayern und erreicht das Gebiet der Marktgemeinde Frammersbach. Dort mündet ihr der Laubersbach zu, der mindestens bis ins 16. Jahrhundert noch Frammersbach hieß. Er wird auch, besonders in Frammersbacher Quellen, oft Lauberbach genannt. Nach dem Ort fließt die Lohr in das Naturschutzgebiet Spessartwiesen ein und überquert die Grenze nach Partenstein.
In der Ortsmitte unterquert die Lohr das Viadukt der Main-Spessart-Bahn und die Staatsstraße 2317. Unmittelbar danach wird sie unterhalb der Burg Bartenstein von ihrem größten Nebenfluss, dem rechten Aubach, verstärkt. Hinter dem Ort erreicht der Fluss nun das Stadtgebiet von Lohr am Main.
Vorbei an der Farbmühle fließt die Lohr ins Gebiet der Kernstadt ein. Dort teilt sie sich auf, unterquert die ehemalige Ostspessartbahn sowie die Bundesstraße 26 und mündet dann auf einer Höhe von 147 m ü. NHN von links in den Main.

Die Lohr vom Ursprung bis zur Mündung
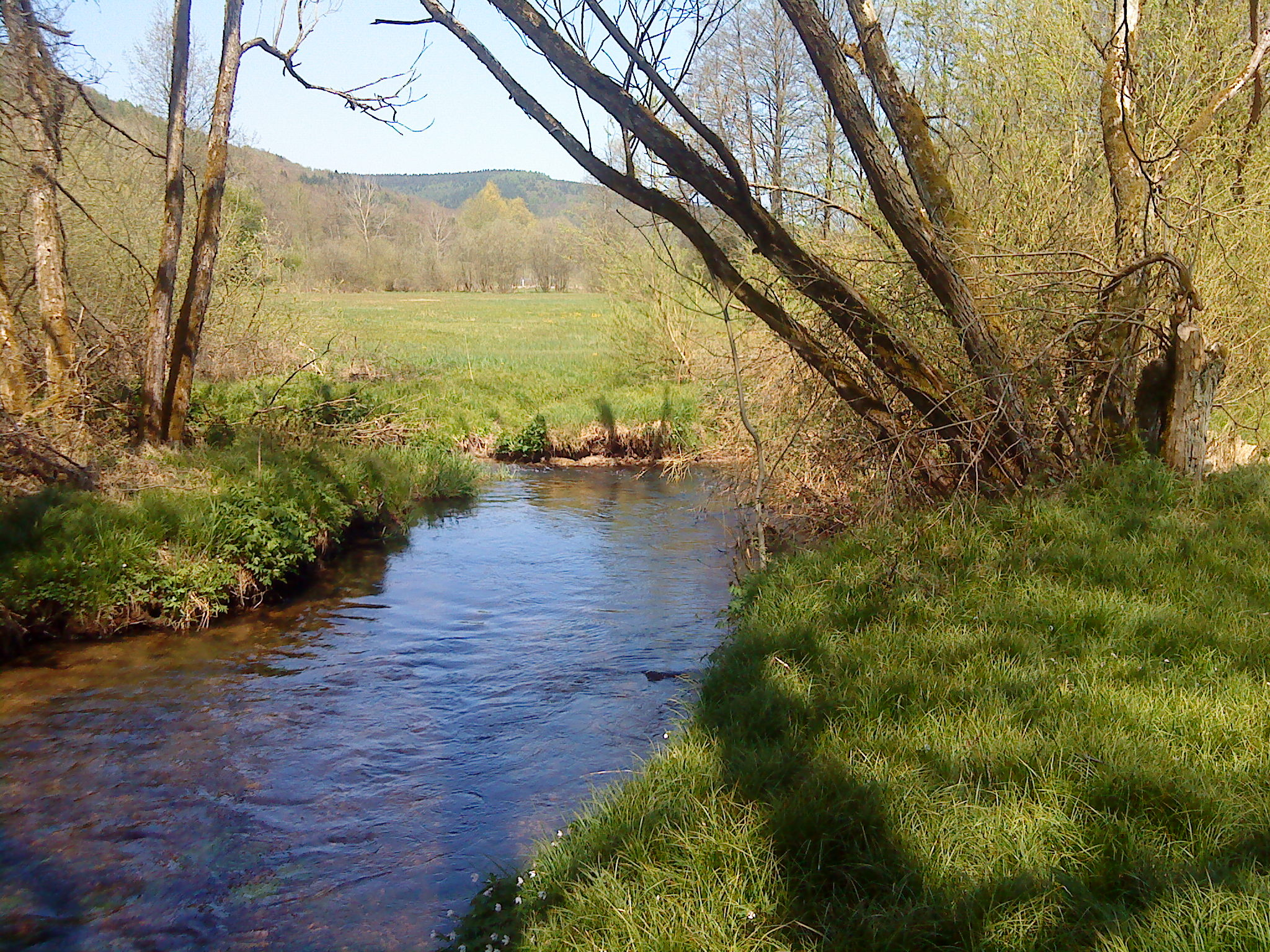
Zusammenfluss von Lohrbach und Flörsbach
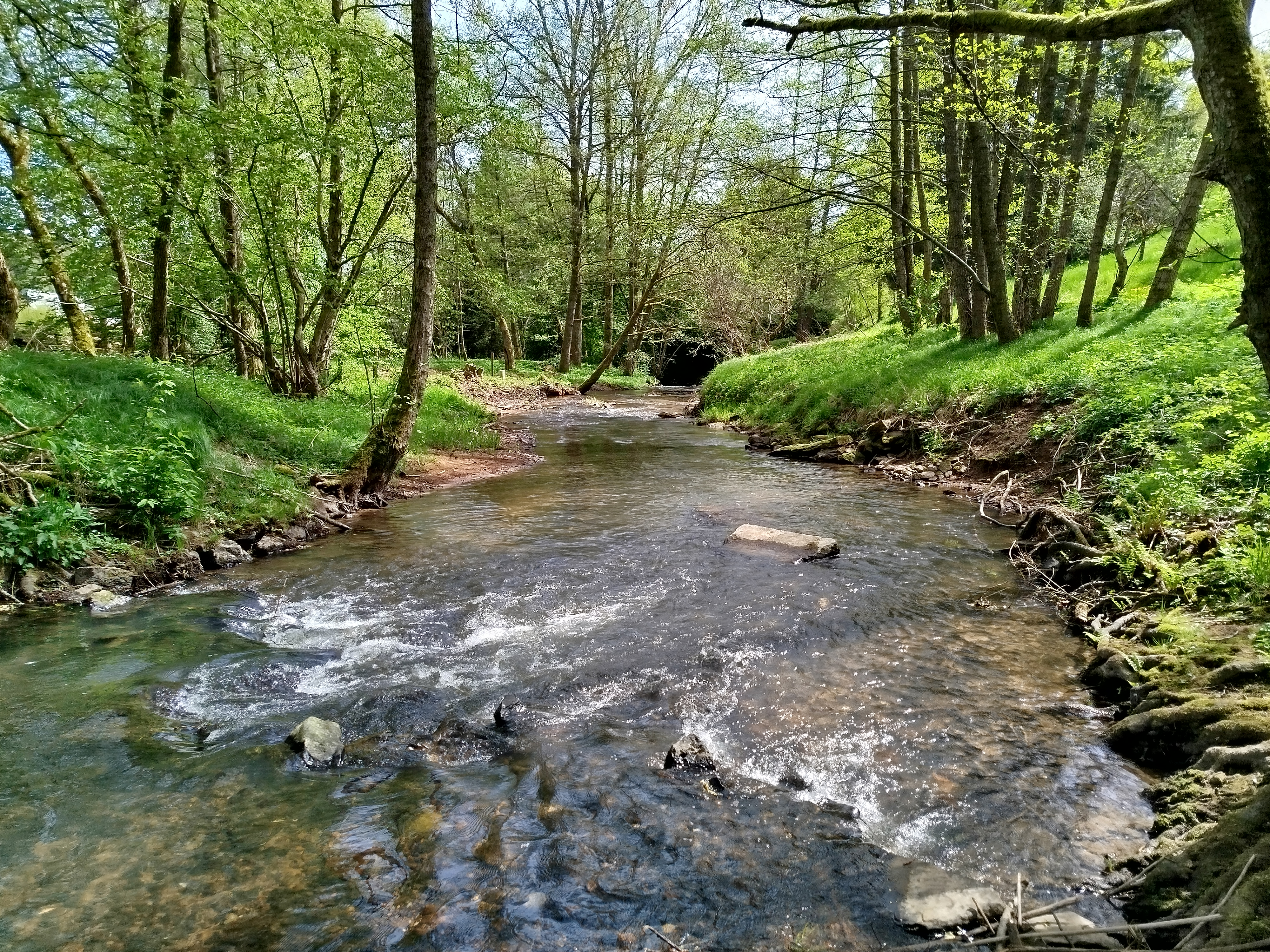
Die Lohr in Frammersbach
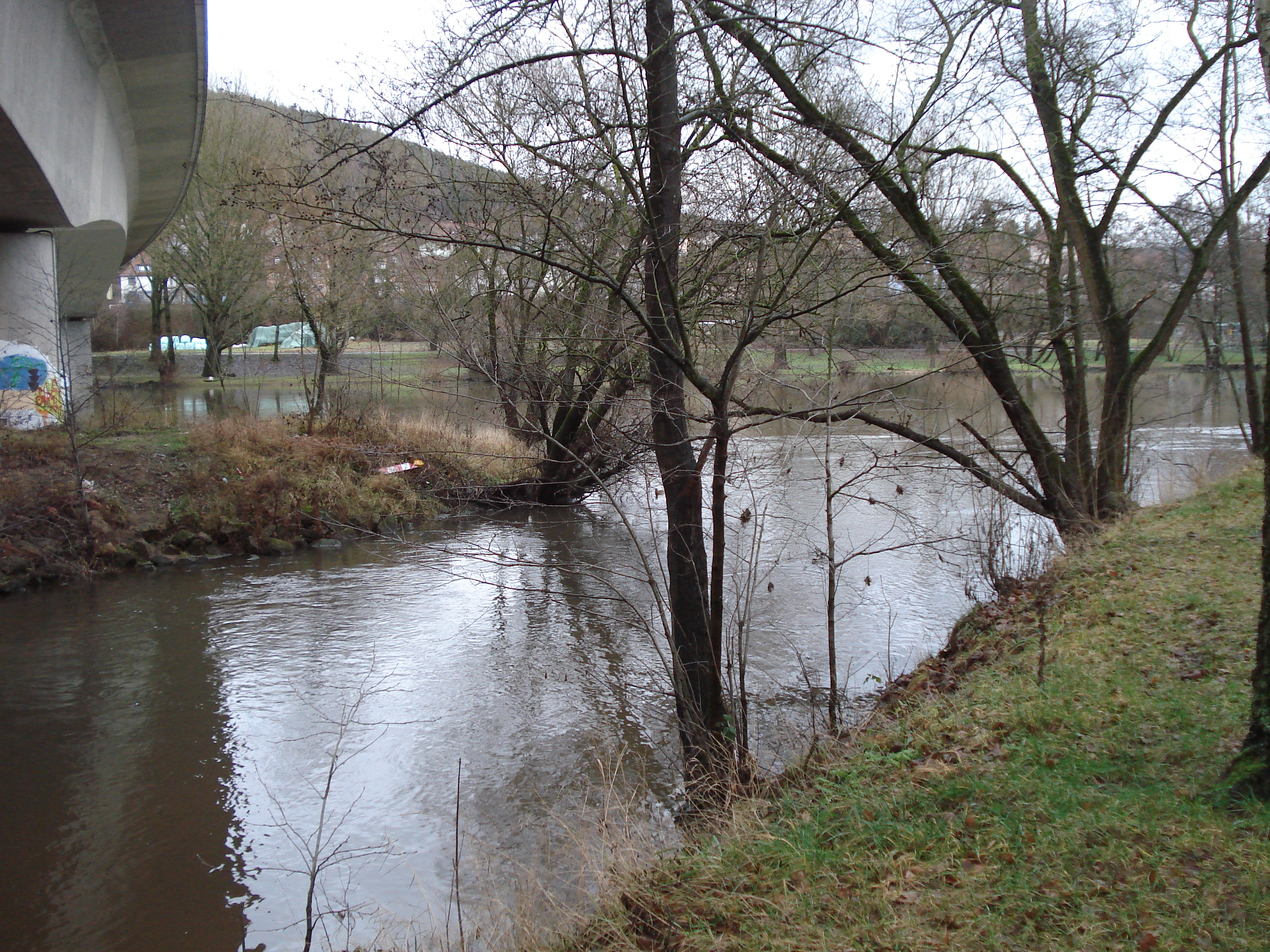
Die Lohr mündet in den Main

### Einzugsgebiet

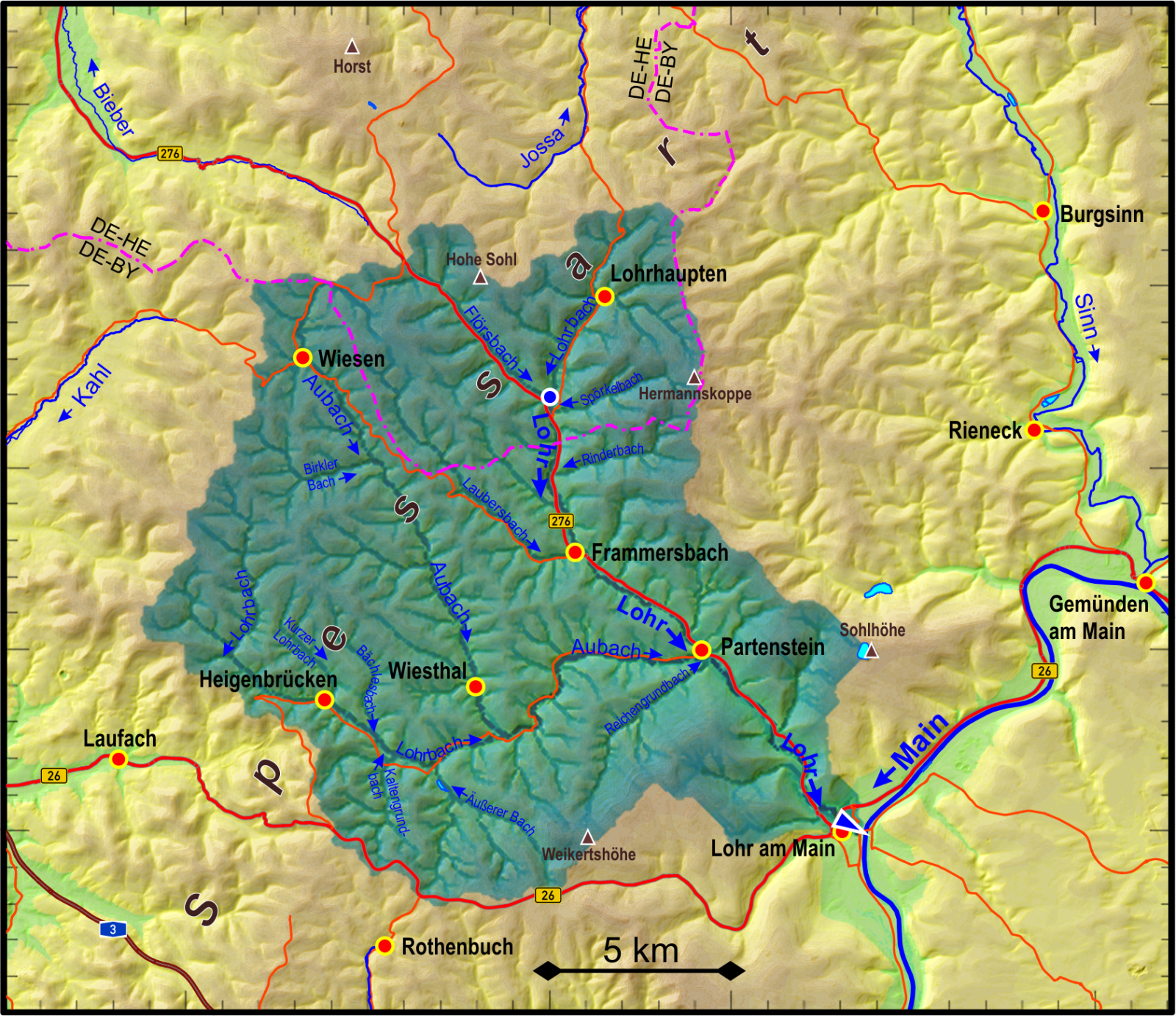
Flusssystem der Lohr

Die Lohr entwässert die zentralen Teile des Spessarts über Main und Rhein zur Nordsee. Das 236 km² große Einzugsgebiet liegt zu 78 % in Bayern und zu 22 % in Hessen. Der Nördlichste Punkt des Einzugsgebietes liegt an der Waldspitze (524 m) bei Lohrhaupten, der südlichste ist der Gipfel des Lohrer Berges (463 m) jenseits der Bundesstraße 26 bei Rothenbuch. Im Westen reicht es bis zum Bildstock „Am Kurzen Heiligen“ an der Steigkoppe (502 m) am Höhenzug der Eselshöhe. Der östlichste Punkt ist die Lohrmündung. Die höchste Erhebung ist die Hermannskoppe mit 567 m ü. NHN im Nordosten des Einzugsgebiets.

### Zuflüsse

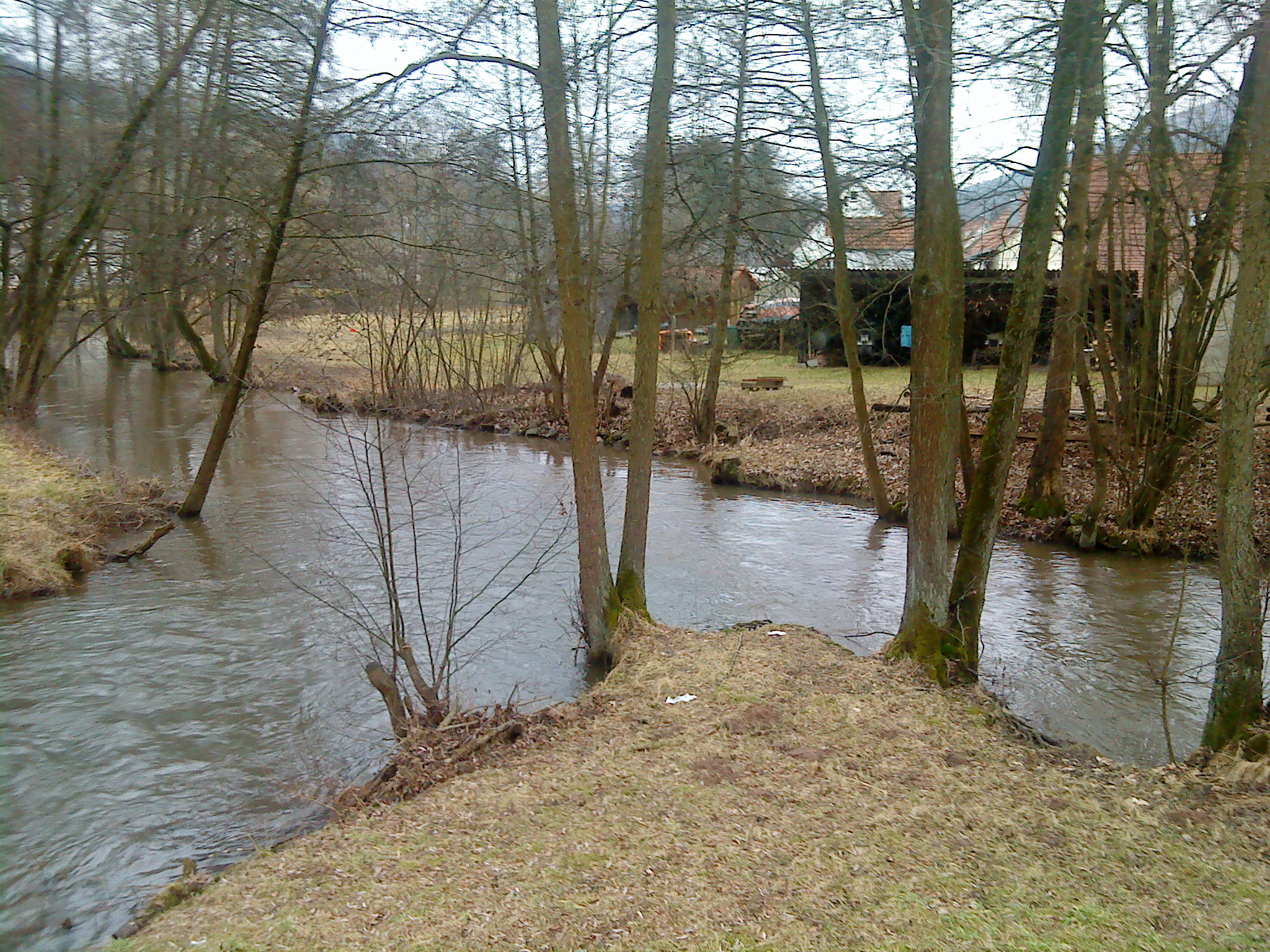
Mündung des Aubaches von rechts

- Sperkelbach (links), 1,9 km, 4,8 km²
- Rinderbach (links), 1,8 km, 6 km²
- Laubersbach (rechts), 8,7 km, 14,51 km²
- Linderbach[18] (links), 0,9 km, 1,9 km²
- Roßbach (links), 1,9 km, 4,2 km²
- Aubach (rechts), 22,4 km, 128,29 km²
- Lehngrundbach (links, zeitweilig trocken), 4 km, 5,5 km²
- Oberer Auwiesengraben (rechts, zeitweilig trocken)
- Unterer Auwiesengraben (links), 1,1 km
- Heggraben (rechts, zeitweilig trocken)
- Meisnerbach[19] (links)

### Flusssystem Lohr
- Fließgewässer im Flusssystem Lohr

## Fauna
In der Lohr kommen Äsche, Bachforelle, Bachneunauge, Brachse, Gründling, Mühlkoppe, Regenbogenforelle und Schleie vor.
Im Umfeld der Lohr und ihrer Nebenflüsse sind Biber angesiedelt.